# Фос-ду-Ігуасу
Фос-ду-Ігуасу (порт. Foz do Iguaçu, МФА: [ˈfɔz du iɡwaˈsu]; "Гирло річки Ігуасу") — четверте за розміром місто бразильського штату Парана і 11-те місто за розміром Південного регіону, з населенням 309 тис. мешканців. Місто розташоване приблизно за 650 км на захід від столиці штату Куритиби, біля кордону з Аргентиною і Парагваєм. Мешканці міста відомі як «ігуасуенсіс» (iguaçuenses).

## Історія
Ця територія була вперше досліджена європейцями під командою іспанського дослідника (adelantado) Алвара Нуньєса Кабеса де Вака в 1542 році. Він також відкрив водоспади Ігуасу і назвав його «водоспадом святої Марії». В період між 1609 і 1839 роками бразильські бандейранті проникли до регіону та забезпечили бразильське домінування в ньому. До 1860 року ця територія залишалася спірною між Бразилією, Аргентиною і Парагваєм, але в результаті Війни потрійного Альянсу північний берег річки Ігуасу відійшов до Бразилії, а південний — до Аргентини.
Біля 1881 року бразильці почали заселення району та утворення постійних поселень. В 1888 році військовий інженер Жозе Жуакін Фірміну описав поселення і оцінив його населення в 324 мешканця. 23 листопада 1889 року на кордоні з Аргентиною і Парагваєм був встановлений військовий піст.
В 1912 році військовий піст був розформований, а територія увійшла до складу муніципалітету Ґуарапуава. 14 березня 1914 року був створений муніципалітет Vila Iguaçu, а його першим мером став полковник Жоржі Шімельпфенґ. 5 травня 1918 року муніципалітет було перейменовано у Фос-ду-Ігуасу. На його території в 1939 був створений Національний парк Ігуасу.
13 вересня 1943 Федеральна тариторія Ігуасу (Território Federal do Iguaçu), де знаходився муніципалітет, була розформована і увійшла до складу штату Парана.

## Економіка

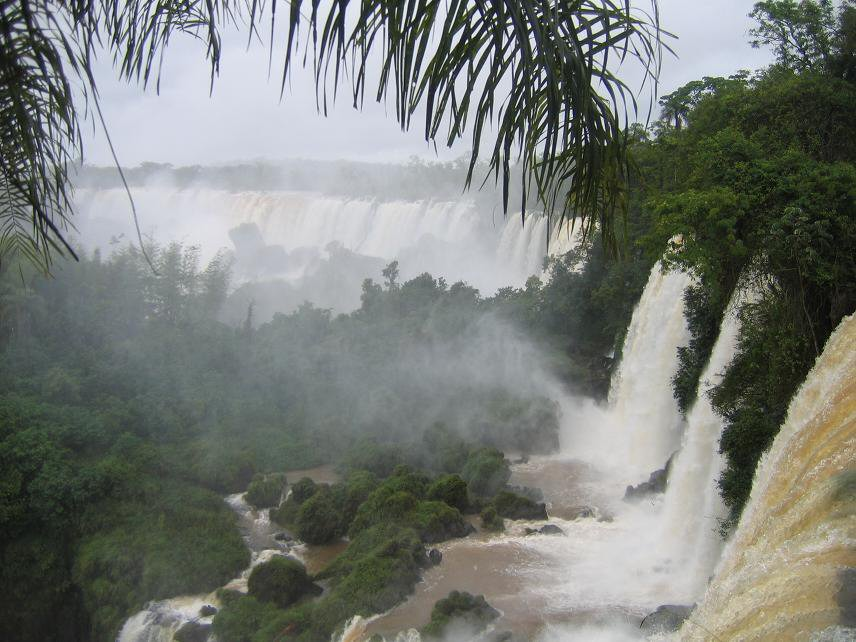
Водоспади Ігуасу.

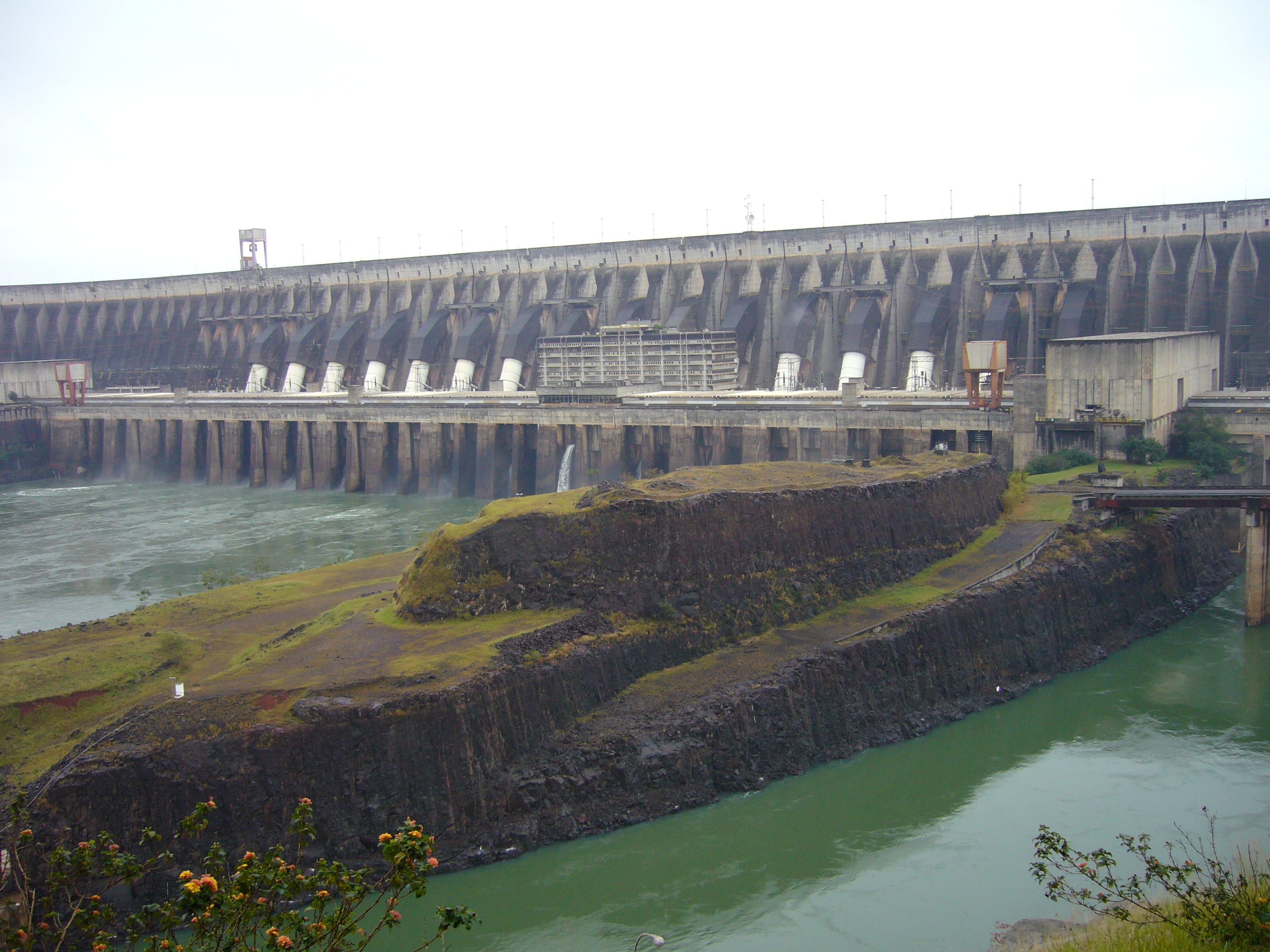
Гребля Ітайпу

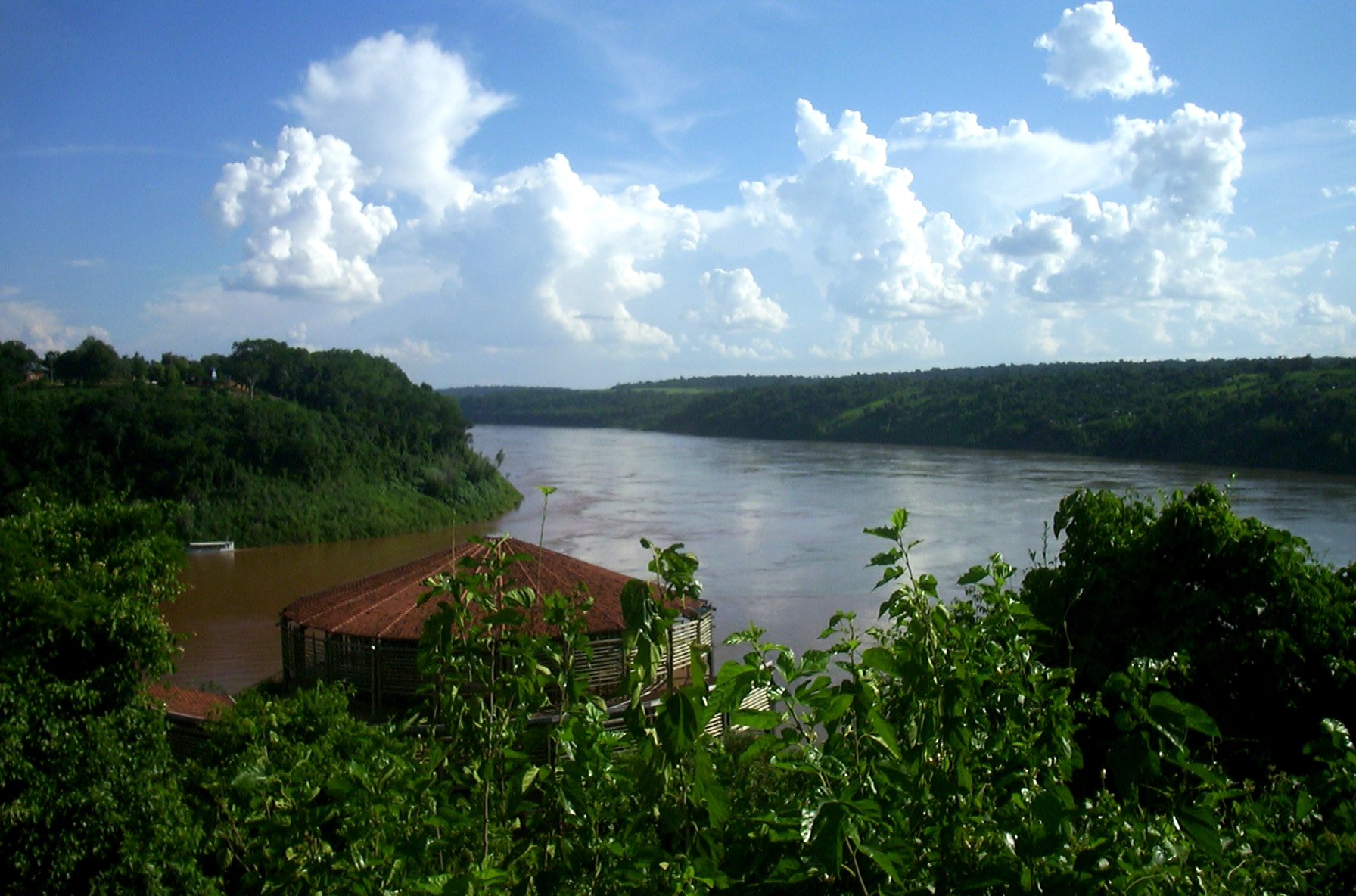
Вид з Потрійного Кордону, із річками Ігуасу (ліворуч) і Парана (праворуч).

Місто є одним з найбільш туристичних у Бразилії. Тоді як більшість туристів є бразильцями або аргентинціями, сюди приїжджають і мешканці інших країн світу. Місто має близько 100 готелів та містить численні визначні пам'ятки:
- Водоспади Ігуасу — великий та видовищний каскад зі стоком приблизно рівним Ніагарському. Водоспади розташовані на кордоні з Аргентиною, і хоча найвідоміший з них, Горло Диявола заввишки 97 м, розташований на аргентинській стороні, найкраще його видно саме з бразильського боку.
- Національний парк Ігуасу та аргентинський парк з такою ж назвою.
- Гребля Ітайпу, найбільша (станом на 2007 рік) гідроелектростанція у світі, розташована на річці Парана між Бразилією та Парагваєм.
- «Потрійний кордон» (Tríplice Fronteira) між Бразилією, Аргентиною і Парагваєм. На боці кожной з країн знаходиться свій пам'ятник (Marco).
- Мечеть Омара Ібн Аль-Хаттаба, найбільша за межами Близького сходу.
- Пташиний парк (Parque das Aves) з великою колекцією диких птахів, та «Ліс Гуарані» (Bosque Guarani, міський зоопарк).

Гребля Ітайпу задовольняє більш ніж 20% потреб Бразилії в електроенергії та надає роботу (прямо або непрямо) близько 5 тис. мешканців міста.
Багато мешканців міста працюють у бульшому сусідньому місті на парагвайському боці, Сьюдад-дель-Есте. Весь транспорт та торгові перевезення між Бразилією і Парагваєм проходять через Міст Дружби (Ponte da Amizade). Інший міст, Міст Братерства (Ponte da Fraternidade або Ponte Tancredo Neves), сполучає місто з аргентинським містом Пуерто-Ігуасу, проте цей міст набагато менш важливий. Зараз міст Дружби стикається із значними проблемами пробок та протестів.
Місто є стратегічним центром міждержавної торговлі в рамках МЕРКОСУР, його значення, як очікується, ще зросте із утворенням Південноамериканської співдружності націй (UNASUL).
У Фос-ду-Ігуасу також знаходяться кілька підприємств, що користуються наявністю дешевої гідроелектроенергії, перш за все текстильних. Проте, місто перш за все залежить від туризму, який зараз зростає, хоча і схильний до коливань унаслідок міжнародних криз, що також впливають на можливість роботи та вивезення дешевих товарів з безподаткової зони парагвайського міста Сьюдад-дель-Есте.
| Бразилія | Це незавершена стаття з географії Бразилії. Ви можете допомогти проєкту, виправивши або дописавши її. |